# Русская красавица (роман)
«Русская красавица» — роман русского писателя Виктора Ерофеева, написанный в 1980—1982 гг., опубликованный в СССР в 1990 году и переведённый впоследствии более чем на 20 языков. Повествование в романе ведётся от имени главного персонажа Ирины Таракановой, рассказывающей о своих сексуальных похождениях.

## Сюжет
Главная героиня романа — Ирина Владимировна Тараканова (аллюзия на княжну Тараканову), родом из провинциального городка, где неудачно выходила замуж. Теперь она живёт в советской Москве и работает манекенщицей.
Ирина Тараканова — бисексуалка и проститутка, многократно изнасилованная в детстве отцом-инвалидом, большая любительница всевозможных видов интимной близости, включая извращённые. У неё были и есть десятки любовников и любовниц, но главный для неё Владимир Сергеевич — известный в стране писатель, непререкаемый в советской культуре авторитет. Они любят друг друга, но Владимир Сергеевич женат.
Подругу и любовницу Ирины Таракановой зовут Ксения Мочульская. Эта дама бывает в СССР наездами, тогда как постоянно живёт со своим французским мужем во местечке Фонтенбло под Парижем. Роман построен в форме письма, которое Ирина Тараканова пишет Ксении. 
Однажды писатель Владимир Сергеевич просит Ирину Тараканову отхлестать его. От этого он приходит в сильное возбуждение и умирает во время полового акта, испытав оргазм. Ирина при этом беременеет.
Позже подруга Ксения Мочульская знакомит Ирину с фотографом-гомосексуалистом. Тот делает порнографические фото Таракановой. Они публикуются за границей, на первой странице журнала «Америка». Ирину Тараканову выгоняют с работы, осуждая всем трудовым коллективом. В этом участвует её родной дед, а также
начальник, который является её любовником. Предаёт её и врач-гинеколог, который долгие годы наблюдал за её здоровьем. После этих событий Ирину Тараканову начинают открыто курировать сотрудники советских спецслужб — братья Иванович, которые выдают себя за журналистов. 
Ощутив несовершенство жизни в России, Ирина Тараканова решает стать «русской Жанной д’Арк». Она хочет принести себя в жертву: отдаться некоему Узурпатору, который совершит с ней половой акт, излив всё гнусное и тёмное. Это, по замыслу Таракановой, сделает жизнь в России трезвой, светлой и правильной.
Друзья и знакомые не отговаривают её от этого поступка, и даже помогают его совершить. Для этого мистического акта выбирается «татарское поле» вдали от Москвы. Ирина голая бежит осенней ночью по полю, но это приводит лишь к тяжёлой ангине. Этот момент в романе приходится на точку золотого сечения, то есть может служить кульминацией.
Вернувшись в Москву, Ирина встречает дома умершего писателя Владимира Сергеевича. Тот признаётся ей в любви и предлагает на ней жениться. После этого покойник фактически насильно совершает с Ириной половой акт. Женщина едет в храм, чтобы первый раз в жизни помолиться и избавиться от потустороннего жениха. Поездка в храм приводит к разочарованию и оканчивается кутежом в шикарном ресторане. 
Вскоре Ирина сама обращается к гадалке, вызывая покойного Владимира Сергеевича. Она устраивает с ним свадьбу, и, чтобы воссоединиться с любимым, вешается незадолго до родов.

## Экранизации
В 2001 году итальянский режиссёр Чезаре Феррарио поставил по роману одноимённый фильм, главную роль в котором сыграла болгарская фотомодель Ралица Балева (Ralitza Baleva). Сам Ерофеев расценил экранизацию как неудачную.